# Podpeč (Dobrepolje)
Podpeč (Duits: Podpetsch bei Gutenfeld) is een plaats in Slovenië en maakt deel uit van de gemeente Dobrepolje in de NUTS-3-regio Osrednjeslovenska. De plaats telde 132 inwoners op 1 januari 2020.

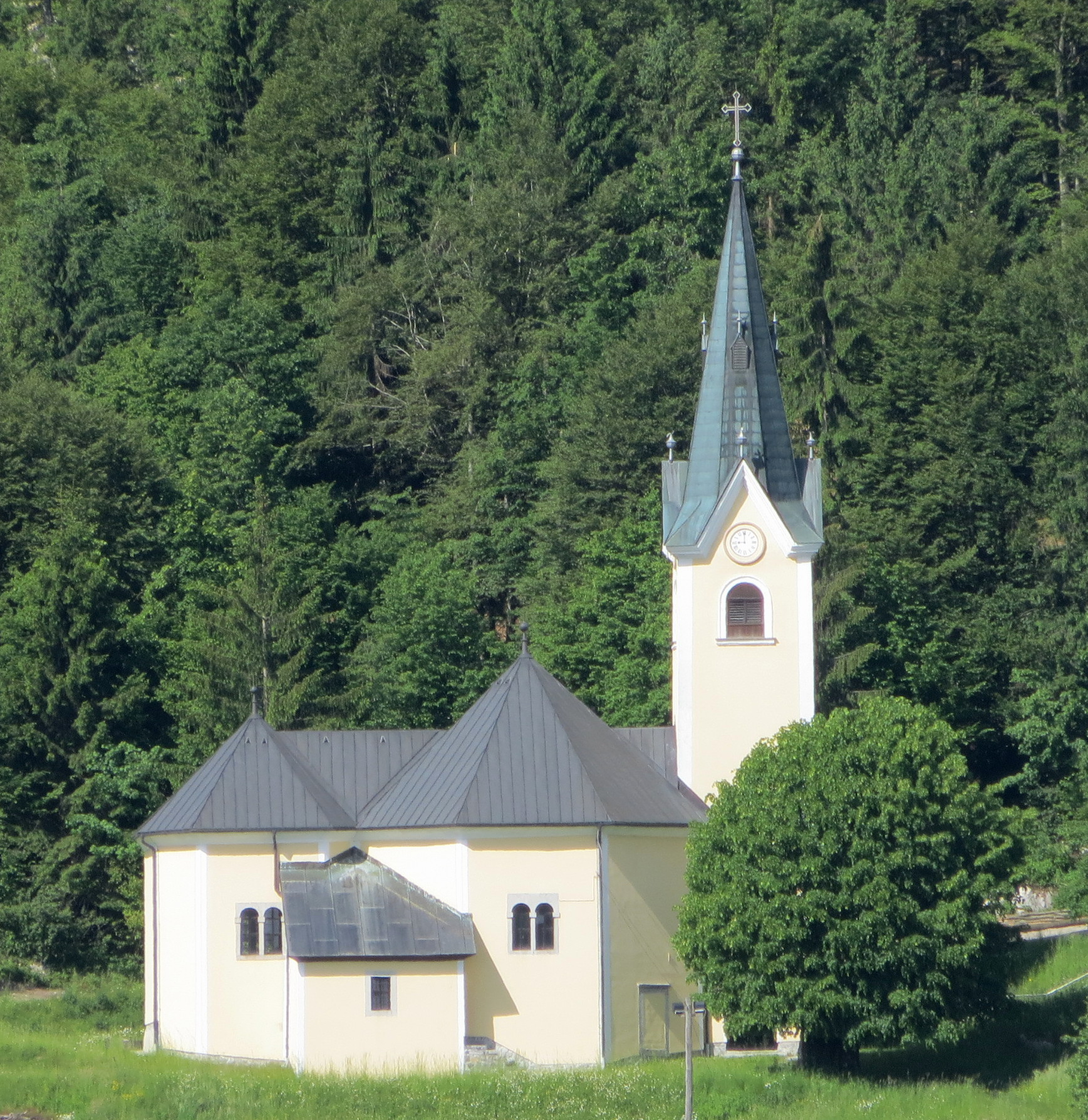
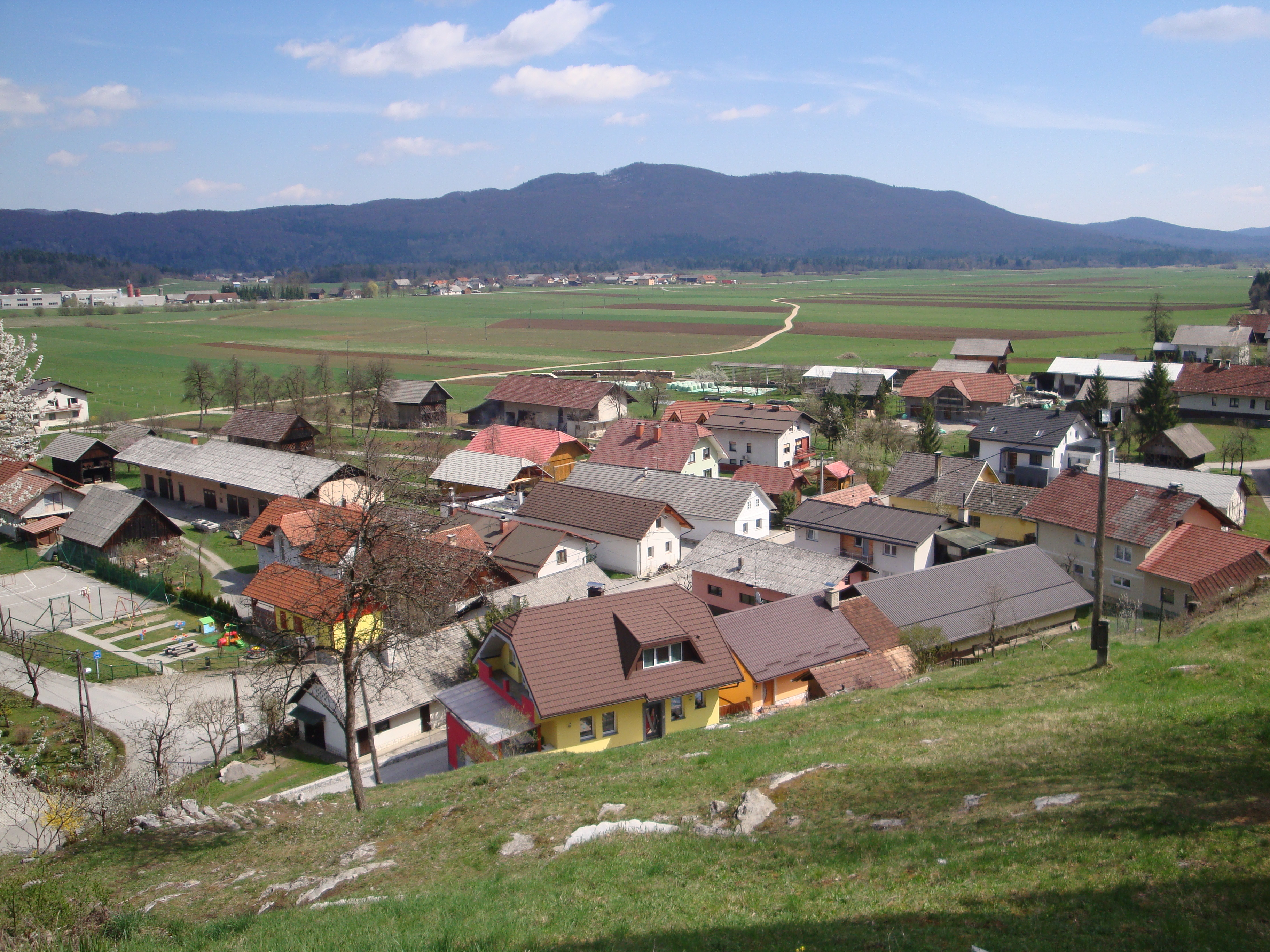